# Wiceprezydenci Filipin
Wiceprezydent Filipin jest drugim pod względem ważności urzędem w tym kraju. Jest pierwszy w linii sukcesji prezydenckiej.

## Chronologiczne zestawienie wiceprezydentów Filipin

### Pierwsza Republika (1899–1901)
- Mariano Trías (1899-1901)

### Wspólnota Filipin (1935–1946)
- Sergio Osmeña 1935–1941, 1941–1944
- Elpidio Quirino 1946 (proklamowanie Republiki)

### Trzecia Republika (1946–1973)
- Elpidio Quirino 1946–1948
- Fernando Lopez 1949–1953
- Carlos P. Garcia 1953–1957
- Diosdado Macapagal 1957–1961
- Emmanuel Pelaez 1961–1965
- Fernando Lopez 1965–1969, 1969–1973 (i krótko w okresie Stanu wojennego)

### Czwarta Republika (1981–1986)
- Arturo Tolentino 16 lutego - 25 lutego 1986 (ogłoszony zwycięzcą w wyborach tegoż roku)
- Salvador Laurel 26 lutego 1986 - luty 1987 (ogłoszony zwycięzcą wyborów)

### Piąta Republika (od1987)
- Salvador Laurel 1987–1992
- Joseph Estrada 1992–1998
- Gloria Macapagal-Arroyo 1998–2001
- Teofisto Guingona 2001–2004
- Noli de Castro 2004–2010
- Jejomar Binay 2010–2016
- Leni Robredo 2016–2022
- Sara Duterte od 2022